# Quartinia senecionis
Quartinia senecionis (лат.) — вид цветочных ос (Masarinae) рода Quartinia из семейства настоящих ос (Vespidae). Намибия и Южно-Африканская Республика.

## Описание
Длина тела 2,5—3,0 мм. Переднее крыло с жилками Cu1a и 2 m-cu, присутствующими, но утончёнными, значительно тоньше остальных жилок, и с 2 m-cu, прерванными, не доходя до M. Тегула преимущественно белая, с небольшим коричневым участком в переднемедиальной части; задний внутренний угол совершенно закруглённый. Чёрная оса с желтовато-белыми отметинами; средние и задние голени, а также лапки преимущественно коричневые; лоб и среднеспинка не слишком блестящие. Самец с верхней губой, наличником, большой трапециевидной отметиной на лбу, дном глазной пазухи и пятном на виске желтовато-белые. Ассоциированы с растениями семейства Астровые (Felicia, Газания, Pentzia, Крестовник). Вид был впервые описан в 1962 году английским энтомологом Оуайном Ричардсом, а его валидный статус подтверждён в ходе ревизии, проведённой в 2011 году южноафриканским энтомологом Фридрихом Гессом (1936—2013; Department of Entomology, Albany Museum and Rhodes University, Grahamstown, ЮАР).

## Распространение
Намибия и Южно-Африканская Республика.